# Mistrovství Evropy v judu 1953
III. Mistrovství Evropy v judu za rok 1953 proběhlo v Londýně, Spojené království v Royal Albert Hall ve 31. října 1953.

## Informace a program turnaje
- seznam účastníků

Na mistrovství Evropy bylo přihlášeno 9 zemí – Spojené království, Nizozemsko, Itálie, Lucembursko, Švýcarsko, Rakousko, Francie, Spolková republika Německo a domácí Belgie.
- PÁT - 30.11.1953 - soutěž týmů a kategorie bez omezení

## Československá stopa
Pozorovatelem mistrovství Evropy byl judista Zděnek Písařík a jako československý delegát byl u hlasování o přijetí Československé judistické sekce SVTVS do Evropské unie juda. Přijetí bylo schváleno.

## Výsledky

### Individuální soutěže
| Muži | Zlato                                          | Stříbro                                        | Bronz                                          | Bronz                                          |
| Muži | Kategorie bez rozdílu vah a technických stupňů | Kategorie bez rozdílu vah a technických stupňů | Kategorie bez rozdílu vah a technických stupňů | Kategorie bez rozdílu vah a technických stupňů |
| ---- | ---------------------------------------------- | ---------------------------------------------- | ---------------------------------------------- | ---------------------------------------------- |
|      | Anton Geesink (NED)                            | Bernard Pariset (FRA)                          | Guy Cauquil (FRA)                              | Hein Essink (NED)                              |

### Soutěže družstev
| Muži                              | Zlato | Stříbro | Bronz | Bronz                                                                                       |
| --------------------------------- | --- | --- | --- | ------------------------------------------------------------------------------------------- |
| Družstva podle technických stupňů | Nizozemsko (NED) (Anton Geesink, Jan de Waal, Dik Koning, Piet van den Geest, Jan Rapmund, Geurt van den Dolewaard) | Francie (FRA) (Jean de Herdt, Jacques Belaud, Lucien Colonges, Henri Courtine, Michel Dupré, Robert Dazzi) | Spojené království (GBR) (Dennis Bloss, Donald Burr, Alfred Grabher, George Whyman, Douglas Young, R. Whiteford) | Itálie (ITA) (Elio Volpi, Cesare Canzi, Nicola Tempesta, C. Boggio, F. Mosetti, E. Toselli) |